# Estádio Municipal Nildo Pereira de Menezes
Estádio Municipal Nildo Pereira de Menezes – stadion piłkarski, w Serra Talhada, Pernambuco, Brazylia, na którym swoje mecze rozgrywa klub Serrano Futebol Clube.